# SLIM
SLIM – japoński lądownik, zbudowany przez agencję kosmiczną JAXA.

## Cel misji
Celem misji było zademonstrowanie dokładnych technik przyziemienia małego lądownika na naturalnym satelicie Ziemi, które utorują drogę dla przyszłych misji eksploracyjnych.

## Przebieg misji
Po udanym starcie rakiety, 1 października sonda skierowała się w stronę trajektorii księżycowej i po skomplikowanej niskoenergetycznej ścieżce dotarła do Srebrnego Globu wchodząc na orbitę 25 grudnia 2023 r. Od tego czasu trwały przygotowania do lądowania w kraterze Cyrillus na północny zachód od Morza Nektaru. Lądowanie na Księżycu się powiodło, niestety panele słoneczne na lądowniku nie generują energii elektrycznej i obecnie sonda zdana jest na prąd z baterii. Dwa mikrołaziki (LEV-1 i LEV-2) zostały pomyślnie wystrzelone z lądownika podczas opadania zgodnie z planem i z powodzeniem działały na powierzchni Księżyca. LEV-2 przesłał zdjęcie lądownika który jest obrócony o 180 stopni w stosunku do zamierzonej pozycji lądowania.